# Fran Žnideršič
Fran Žnideršič, slovenski gimnazijski profesor, šolnik in pisatelj, * 2. april 1866, Stara vas, † 18. september 1929, Gorica .

## Življenje in delo
Ljudsko šolo je obiskoval v Vidmu, meščansko v Krškem, klasično gimnazijo v Mariboru (1880-1882), Celju (1883-1884) in Zagrebu (1885-1887), kamor se je družina preselila. Klasične jezike in arheologijo je študiral na filozofski fakulteti v Zagrebu, ter diplomiral v Gradcu (1881). Nato je dve leti poučeval v Zagrebu, 1893 prišel v Gorico na realko za suplenta, od 1898 učil na gimnaziji latinščino in grščino in bil  1901 bil imenovan za profesorja; 1910–1911 je opravljal posle ravnatelja. Leta 1911 je postal ravnatelj na ženskem učiteljišču. Ko so zaradi soške fronte prenehale delati v Gorici vse šole, se je avgusta 1915 z družino umaknil v Krško; bil je sicer rezervni podpolkovnik, a ga je verjetno starostna meja rešila mobilizacije. Konec poletja 1916 je bil dodeljen državnemu namestništvu v Brnu kot organizator in nadzornik slovenskih in italijanskih begunskih ljudskih ter srednjih šol oziroma zaposlovalnih tečajev na Moravskem, to delo je opravljal do decembra 1917, nato se vrnil v Gorico. Po italijanski zasedbi Primorske je tu nadzoroval ostanke slovenskih srednjih šol. V letih 1921–1923 je bil ravnatelj realke v Idriji, poslej pa kot upokojnec živel v Gorici.
Žnideršič je sprva napisal nekaj črtic v nemščini, pozneje razpravo o učnem načrtu slovenskega pouka na gimnaziji in sprožil polemiko s Francetom Bevkom. V času begunstva se je oglašal v Sloveneca (Pisma z Moravskega). Po vojni je objavljal leposlovje in razne zgodovinske teme v slovenskih časopisih. Snoval je roman Tratarjev študent (odlomek objavljen v Edinosti, 1926 št. 307). Knjižno sta v Gorici izšli odrski igri Za tretjo goró (1920) ter Divji in nedeljski lovci (1926).